# Paco Martín (baloncestista)
Francisco José Martín Gutiérrez, más conocido como Paco Martín, (Ciempozuelos, Comunidad de Madrid, 27 de mayo de 1967) es un exjugador de baloncesto español, que ocupaba la posición de escolta.

## Historial
- Cantera Real Madrid.
- 1987-88 Primera B. Tenerife N.º 1.
- 1988-89 Primera B. Zumos Juver Murcia.
- 1989-91 Primera B. Cajamadrid.
- 1991-94 ACB. CB Murcia.
- 1994-95 ACB. Club Baloncesto Salamanca.
- 1995-96 EBA. Breogán Lugo.
- 1996-97 LEB. Breogán Lugo.
- 1997-98 LEB. Baloncesto Fuenlabrada.
- 1998-99 ACB. Baloncesto Fuenlabrada.
- 1999-00 ACB. Fórum Filatélico Valladolid.
- 1999-00 LEB. Melilla Baloncesto. Entra tras acabar la ACB.
- 2000-01 ACB. Fórum Filatélico Valladolid.
- 2001-03 ACB. CB Fuenlabrada.
- 2003-04 LEB. CB León.
- 2004-05 LEB. CB Fuenlabrada.
- 2005-06 CB Valdemoro
- 2006-?¿ Fisioterapeuta del CB Fuenlabrada[1] 2015-2017 fisioterapeuta lionin